# Puchar Europy w skokach narciarskich
Puchar Europy w skokach narciarskich (ang. Europa Cup) – cykl zawodów rozgrywanych w Europie w latach 1980–1993, będący zapleczem Pucharu Świata. Puchar Europy jest poprzednikiem Pucharu Kontynentalnego. FIS dwie ostatnie edycje Pucharu Europy (sezony 1991/1992 i 1992/1993) uznaje jako dwie pierwsze edycje Pucharu Kontynentalnego.
W konkursach Pucharu Europy brali udział nie tylko zawodnicy z kontynentu europejskiego. Jednakże klasyfikacja na koniec każdego sezonu obejmowała tylko skoczków z Europy. Zawodnicy z Azji i Ameryki Północnej byli klasyfikowani w ramach Pacific Rim Cup.

## Zwycięzcy
| Sezon     | 1. miejsce         | 2. miejsce        | 3. miejsce        |
| --------- | ------------------ | ----------------- | ----------------- |
| 1980/1981 | Alois Lipburger    | b/d               | b/d               |
| 1981/1982 | Hans Wallner       | Kari Ylianttila   | Peter Rohwein     |
| 1982/1983 | Franz Wiegele      | Vegard Opaas      | Rolf Åge Berg     |
| 1983/1984 | Władimir Brejczew  | Geir Johnson      | Gérard Colin      |
| 1984/1985 | Per-Mårten Olsrud  | Vasja Bajc        | Matjaž Žagar      |
| 1985/1986 | Walentin Bożiczkow | Georg Waldvogel   | Bohumil Vacek     |
| 1986/1987 | Jiří Malec         | Adolf Hirner      | Paul Erat         |
| 1987/1988 | Werner Haim        | Tomaž Dolar       | Oliver Strohmaier |
| 1988/1989 | Harald Rodlauer    | Stefan Horngacher | Robert Leonhard   |
| 1989/1990 | Franz Wiegele      | Robert Leonhard   | Stefan Zünd       |
| 1990/1991 | Franz Neuländtner  | Werner Schuster   | Ingo Lesser       |
| 1991/1992 | Andi Rauschmeier   | Franz Neuländtner | Remo Lederer      |
| 1992/1993 | Franz Neuländtner  | Christian Moser   | Knut Müller       |